# الطاقة الشمسية في فرنسا

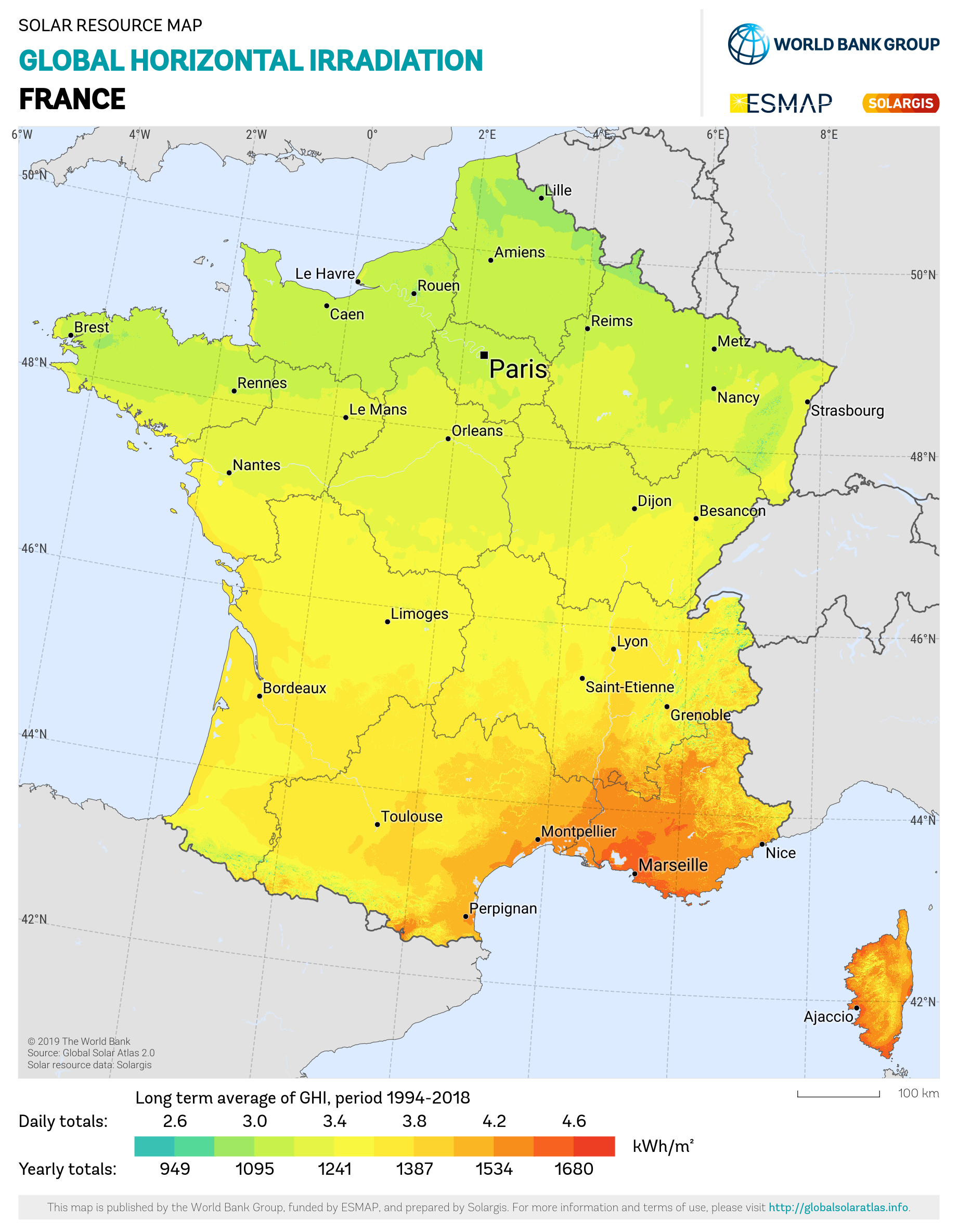
الإشعاع الشمسي في فرنسا

نمت الطاقة الشمسية في فرنسا بشكل هائل فوصل التوليد إلى أكثر من 4000 جيجاوات ساعة سنويا. في عام 2013، زادت السعة الكهربية بمقدار 613 ميجاوات من الطاقة الشمسية فقط. بما يعادل 45٪ من الزيادة في السنة السابقة، حينما تم إضافة 1115 ميجاوات. بنهاية مارس 2015، وصلت السعة التراكمية للطاقة الشمسية إلى ما يقارب 5.2 جيجاوات، بعد إضافة 223.22 ميجاوات إلى شبكة الطاقة في الربع الأول من نفس العام. وبذلك أصبحت فرنسا في المركز السابع في قائمة أكثر الدول إنتاجا للطاقة الشمسية بعد ألمانيا، والصين، وإيطاليا، واليابان، والولايات المتحدة وإسبانيا.
أدى تراجع الدعم السياسي إلى انخفاض الطاقة الشمسية المولدة منذ عام 2011، عندما تم زيادة السعة بمقدار 1700 ميجاوات. في التقرير الذي نشرتة وكالة الطاقة الشمسية بأوروبا (EPIA) في عام 2014 بعنوان «نظرة على توقعلت سوق الطاقة الشمسية» لم تنقد فرنسا على غياب الدعم فقط، بل إنتقد إستراتيجية التوليد بالكامل واصفة إيها بالبطء. كما أكدت أيضا على أن الاتجاه للطاقة التقليدية هو إهانه للتكنولوجيا الضوئية بشكل عام.
نادت الرابطة الفرنسية للطاقة الشمسية سولير الحكومة بتقديم مزيد من الدعم وقدمت خطة من خمس نقاط في ربيع عام 2014 للنهضة بالطاقة الشمسية.
تعتبر حديقة Toul-Rosières هي أكبر مزرعة للطاقة الشمسية في فرنسا، بسعة إحمالية تصل إلى 115 ميجاوات.
وصل عدد المنشآت التي أنجزت ينهاية عام 2011 إلى 242295 منشأة، 0.2٪ فقط فوق 250 كيلو وات، بنصيب 38.6٪ من عدد المنشأت. بينما كان 89.1٪ أقل من 3 كيلو وات وأقل برصيد 20.3٪ من عدد المنشآت الكلي.

## الإشعاع الشمسي
يتراوح معدل الإشعاع الشمسي في فرنسا من 3 ساعات في اليوم الواحد في الشمال إلى 5 ساعات في الجنوب. ويعتمد أيضا على درجة الحرارة، زاوية تثبيت الخلايا الشمسية، الرماد.
| عدد الساعات في مدينة بريست تقريبا 3.22 ساعة المصدر:NREL | عدد الساعات في مدينة ليون تقريبا 3.59 ساعة المصدر:         |
| عدد الساعات في مدينة نيس تقريبا 4.67 ساعة المصدر:NREL   | عدد الساعات في مدينة مارسيليا تقريبا 4.91 ساعة المصدر:NREL |

## الإحصائيات
| نهاية عام                                                                            | السعة (ميجاوات) | التوليد بالجيجاوات GWh | المصادر       |
| ------------------------------------------------------------------------------------ | --------------- | ---------------------- | ------------- |
| 2008                                                                                 | 104             |                        | [ 7 ]         |
| 2009                                                                                 | 289             |                        | [ 7 ] [ 8 ]   |
| 2010                                                                                 | 1,197           | 677                    | [ 8 ] [ 9 ]   |
| 2011                                                                                 | 2,949           | 2,400                  | [ 9 ] [ 10 ]  |
| 2012                                                                                 | 4,060           | 4,000                  | [ 10 ] [ 11 ] |
| 2013                                                                                 | 4,673           | 4,661                  | [ 12 ]        |
| 2014                                                                                 | 5,660           | 5,500                  | [ 13 ] [ 14 ] |
| المصدر: تقرير الوكالة الدولية للطاقة (IEA-PVPS)، وكالة الطاقة الشمسية بأوروبا (EPIA) |                 |                        |               |

السعة التراكمية لفرنسا بالميجاوات (MW) منذ عام 2000

## قائمة بمحطات الطاقة الشمسية

نصيب الفرد بالوات من الطاقة الشمسية في عام 2013

| 0 - 1 watt 1 - 10 watts 10 - 50 watts 50 - 100 watts | 100 - 200 watts 200 - 350 watts 350 - 500 watts |

| محطات الطاقة الشمسية              | محطات الطاقة الشمسية  | محطات الطاقة الشمسية                          | محطات الطاقة الشمسية |
| الاسم                             | السعة بالميجاوات (MW) | إحداثيات الموقع                               | ملاحظات              |
| --------------------------------- | --------------------- | --------------------------------------------- | -------------------- |
| محطة Toul-Rosières للطاقة الشمسية | 115                   | 48°46′48″N 005°58′48″E / 48.78000°N 5.98000°E |                      |
| محطة Gabardan للطاقة الشمسية      | 67.2                  | 44°02′42″N 0°01′36″W / 44.04500°N 0.02667°W   |                      |
| محطة Les Mées لطاقة الشمسية       | 90                    | 44°00′N 6°00′E / 44.000°N 6.000°E             | محطة متعددة الأقسام  |
| محطة Crucey للطاقة الشمسية        | 60                    |                                               |                      |
| محطة Massangis للطاقة الشمسيةS    | 56                    |                                               |                      |
| محطة Châteaudun للطاقة الشمسية    | 50                    |                                               | تحت الإنشاء          |
| محطة Curbans للطاقة الشمسية       | 33                    | 44°25′N 06°03′E / 44.417°N 6.050°E            |                      |

## قائمة بالشركات المالكة لمحطات الطاقة الشمسية
| الترتيب | اسم الشركة           | السعة المضافة بالميجاوات بالميجاوات |  |
| ------- | -------------------- | ----------------------------------- |  |
| 1.      | شركة Solairedirect   | 157                                 |  |
| 2.      | شركة Aquila Capital  | 113                                 |  |
| 3.      | شركة Capital Stage   | 90                                  |  |
| 4.      | شركة DIF             | 88                                  |  |
| 5.      | شركة Marguerite Fund | 72                                  |  |
| 6.      | شركة Tenergie        | 57                                  |  |
| 7.      | شركة Sonnedix        | 56                                  |  |
| 8.      | شركة Diamond         | 56                                  |  |
| 9.      | شركة Glennmont       | 55                                  |  |
| 10.     | شركة Enerparc        | 50                                  |  |

## وصلات خارجية
- Les Mees M7 6.23 MW
- Les Mees M45 11 MW